# 프란치나 아르멩골

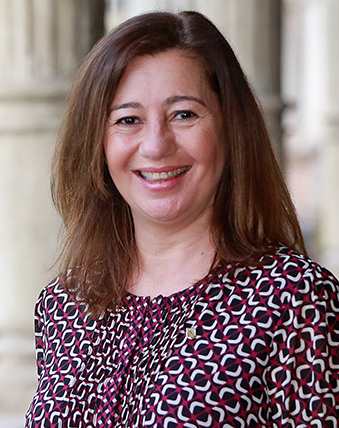
프란치나 아르맹골

프란치나 아르맹골 (Francina Armengol, 1971년 8월 11일 ~ )은 스페인의 정치인이며, 2023년 부터 스페인의 하원의장 (Presidente del Congreso de los Diputados)으로 재임중이다. 2007년부터 2011년까지 마요르카섬 의회의 의장을, 2015년 부터 2023년까지 발레아레스 제도의 대통령이었다.

## 학력
- 바르셀로나 대학교 약학 전공